# اوبرن (مین)
اوبرن(به انگلیسی: Auburn) شهری در ایالت مین کشور ایالات متحده آمریکا است که جمعیت آن در سرشماری سال ۲۰۱۰ میلادی، ۲۳٬۰۵۵ نفر بوده‌است.

## نگارخانه

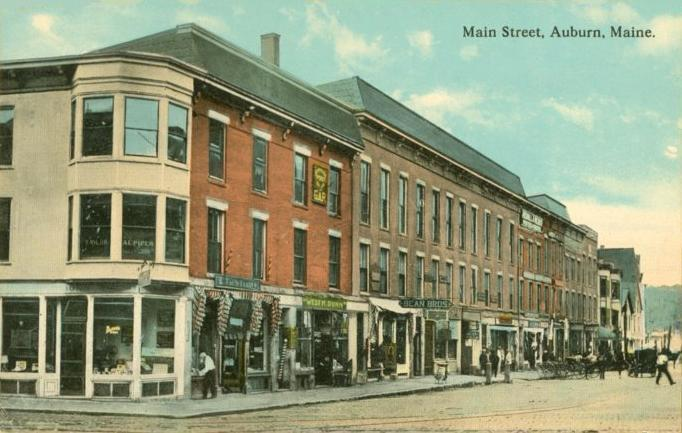
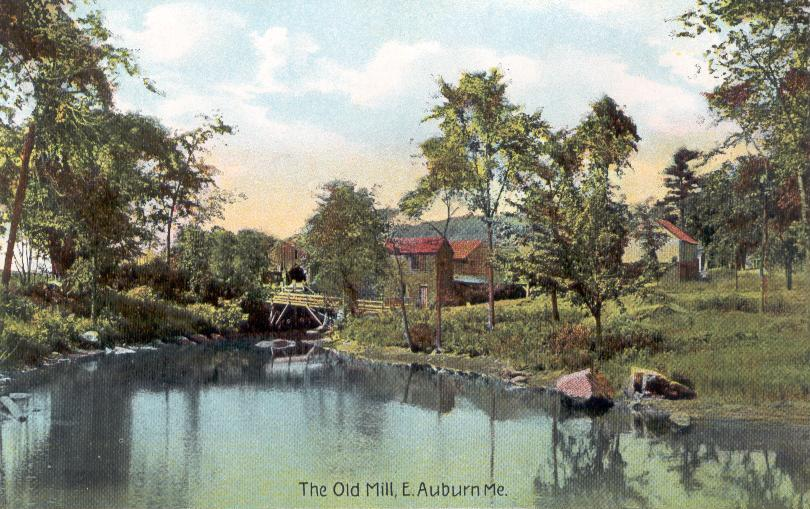
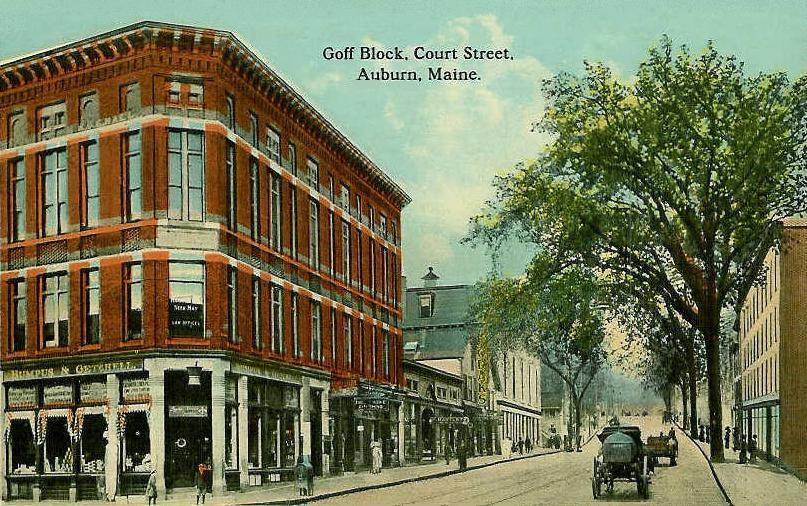
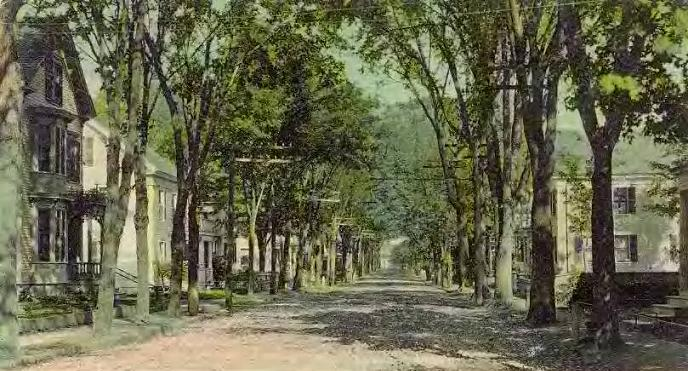